# Glaubenberg (Film)
Glaubenberg ist ein Schweizer Spielfilm von Thomas Imbach aus dem Jahr 2018. Die Premiere erfolgte im August 2018 am Locarno Film Festival. Der Film erhielt den Zürcher Filmpreis 2018.

## Handlung
Lena (16) fühlt sich mehr zu ihrem Bruder Noah hingezogen, als dies unter Geschwistern üblich ist. Sie versucht sich mit Noahs Freund Enis abzulenken. Doch die unmögliche Liebe wird zur Obsession. Sie verliert sich in Tagträumen und lebt bald mehr in ihren Vorstellungen als in der realen
Welt. Endlich ringt sie sich durch, dem Bruder ihre Liebe zu gestehen. Doch dieser weist sie erschrocken zurück. Für Lena beginnt eine Reise ins Ungewisse.

## Hintergrund
Glaubenberg ist von Thomas Imbachs Biographie inspiriert, doch stark fiktionalisiert. Es geht um eine in unserer Gesellschaft mit Tabus besetzte Liebe, um die Sehnsucht der Schwester nach ihrem Bruder, die nur als Wahn gelebt werden kann. Im Film konzentriert Imbach sich auf die Zeit der Adoleszenz, wo diese Passion zum ersten Mal nach Erfüllung sucht und einen durchaus „gesunden“ Ursprung hat.
Im Nachspann verweist Imbach auf die Inspiration durch Ovids Metamorphose ‚Byblis und Caunos‘. Die Entwicklung und Steigerung dieser tragischen Liebe läuft parallel zur Anlage der Metamorphose von Ovid. Das Ende des Films visualisiert in beeindruckenden Bildern die Verwandlung der Schwester, so wie sie auch Ovid beschreibt.

## Kritiken
Björn Hayer, NZZ: „In raffinierter Erzählanlage, visuell kongenial umgesetzt, verschwimmen die Grenzen zwischen Realität und Wunschvorstellung – allein Lenas Perspektive und ihre Gedanken tragen dieses aussergewöhnliche Werk.“
Sennhauser Filmblog: „Glaubenberg ist ein echter Imbach, einzigartig und kunstvoll, kompromisslos schön und tragisch zugleich.“
Kinozeit: „Ein bemerkenswert angstfreier Film, ein Höhepunkt in Locarno 2018.“